# Elenita Santos
Gilem Nazir Cabalem, (Moca; 14 de abril de 1933) más conocida como Elenita Santos, es una cantante dominicana. Llamada la “reina de la salve” o el "Rayito de Sol", fue una de los artistas pioneros en la televisión dominicana.

## Biografía
Nació en el poblado rural de Juan López en Moca, hija de emigrantes libaneses. 
Siendo aún una niña recibió sus primeras nociones solfeo y canto en la escuela de “La Voz Dominicana” comenzando su carrera como cantante a los 13 años, teniendo su primera actuación importante en el Radio Teatro de “La Voz Dominicana”. Inmediatamente grabó «Besarte» de la autoría Bienvenido Fabián.
A los 17 años fue contratada como cantante en el «Hotel Caribe Hilton» en San Juan de Puerto Rico, y más tarde realizó algunas presentaciones en la ciudad de Nueva York al lado del chileno Lucho Gatica.
A partir de 1952, trabajó árduamente para la televisión dominicana, donde compartió tarima con importantes artistas dominicanos como Guarionex Aquino, Alberto Beltrán, Fellita Puello Cerón, Tirso Guerrero, Lucía Félix y Milagros Lanti. Entre los programas de televisión que produjo se incluyen "El Especial de Elenita Santos", "4 Ases en un tiro" y "Elenita en Escena". También realizó grabaciones memorables con Papa Molina y la «Súper Orquesta San José». 
Lo que le caracterizó como cantante fue la interpretación del ritmo folclórico conocido como salve. Durante generaciones, Santos fue prácticamente la intérprete exclusiva de este estilo folclórico-religioso, inmortalizado en la interpretación de los temas de Isidoro Flores y Bienvenido Brens.
A lo largo de su carrera grabó 18 discos de larga duración, que incluían, además de las salves, merengues y boleros. Fue la intérprete de importantes compositores dominicanos como Bienvenido Fabián, Papa Molina, Luis Kalaff, Héctor Cabral Ortega, Rafael Colón, Armando Cabrera y, de manera especial, de muchas canciones del compositor Bienvenido Brens, tales como ‘‘Pensando’’, ‘‘Peregrina sin amor’’, ‘‘Al retorno’’ y ‘‘Mar de insomnio’’.

## Discografía
- Besarte (1953)
- Está sellado (1954)
- Con Aníbal Bravo y la Típica Dominicana (1982)
- Aquella noche de abril
- Piensa en mí